# Dusona pygmaea
Dusona pygmaea là một loài tò vò trong họ Ichneumonidae.